# Henrik Ibsen (Schiff)
Die Henrik Ibsen ist ein 1907 in Dienst gestelltes Passagierschiff der norwegischen Reederei Telemarkskanalen Skipsselskap, das unter seinem jetzigen Namen seit 1992 im Telemarkkanal im Einsatz steht. Zuvor fuhr das Schiff 85 Jahre lang als Styrsö unter schwedischer Flagge.

## Planung und Bau
Die Styrsö entstand als Dampfschiff unter der Baunummer 133 in der Werft der Eriksbergs Mekaniska Verkstad in Göteborg und wurde am 16. Juni 1907 an die Reederei Göteborgs Nya Ångslups abgeliefert. Im selben Monat erfolgte die Indienststellung des Schiffes auf der Strecke von Göteborg zu den umliegenden Inseln wie Styrsö bis hin zur Insel Brännö. 1922 ging es in den Besitz der AB Styrsö Havsbad über.
1929 wurde die Styrsö umgebaut und von 29,2 auf 30,9 Meter verlängert. Die Kriegszeit überstand das Schiff unbeschadet. 1952 erhielt es einen Dieselmotor anstelle der bisherigen Dampfmaschine. Seit 1969 stand die Styrsö unter Bereederung der AB Göteborg – Styrsö Skärgårdstrafik in Göteborg. Am 31. Mai 1979 lief sie während einer Überfahrt nach Uddevalla auf Grund und musste anschließend für Reparaturarbeiten in die Werft.
Nach 85 Dienstjahren in schwedischen Gewässern wurde die Styrsö im November 1992 nach Norwegen verkauft, in Henrik Ibsen umbenannt und nach Umbauarbeiten ab 1993 im Telemarkkanal von der Turist Trafikk Dalen eingesetzt. 2008 endete dieser Einsatz, nachdem das Schiff kein Zertifikat zum Weiterbetrieb mehr erhielt. 2009 ging es daher für den symbolischen Preis von 1 Dänischen Krone in den Besitz von Thor Morten Halvorse über. 2010 folgte eine aufwendige Restaurierung und die Indienststellung unter Bereederung der Telemarkskanalen Skipsselskap. Nach einem mechanischen Defekt im Juni 2011 erhielt die Henrik Ibsen eine neue Maschinenanlage aus dem ausgemusterten Schlepper Goliath.
Die historische Henrik Ibsen wird weiterhin in den Sommermonaten täglich im Telemarkkanal zwischen Dalen und Skien eingesetzt.